# Germarostes pecki
Germarostes pecki là một loài bọ cánh cứng trong họ Hybosoridae. Loài này được Howden miêu tả khoa học năm 1970.